# رود کویشی
رود کویشی (به لاتین: Koyoshi River) یک رود در ژاپن است که در استان آکیتا واقع شده‌است.